# Vitaa
Charlotte Gonin (Mulhouse, Francia, 14 de marzo de 1983), más conocida por su nombre artístico Vitaa, es una cantante francesa.
Su primer álbum, À fleur de toi (2007), fue certificado disco de platino en Francia y disco de oro en Bélgica. Su sexto álbum, Just Me Myself & moi-même (2018), también fue certificado platino por el Syndicat national de l'édition phonographique. En 2019 publicó junto a Slimane el disco VersuS, certificado disco de diamante por la SNEP con más de 300 000 copias vendidas, y disco de platino por la Belgian Entertainment Association. Un año más tarde ganó junto a Slimane las Victoires de la Musique de 2020 por su canción "Ça va ça vient".
A lo largo de su carrera ha colaborado con múltiples artistas como Diam's, Gims, Jul, Claudio Capéo, Stromae, Dadju y Slimane. También ha ejercido como jurado en varios programas y concursos televisivos como The Voice Belgique y Mask Singer.

## Vida privada
Desde el 2010, Vitaa está casada con Hicham Bendaoud. El 24 de julio de 2011 dio a luz a su primer hijo, un niño llamado Liham. El 25 de octubre de 2014 nació su segundo hijo, llamado Adam. El 10 de abril de 2022, dio a luz a su tercer hijo, una niña llamada Noa.

## Discografía

### Álbumes de estudio
| Año  | Álbum                                    | Posiciones en listas musicales | Posiciones en listas musicales | Posiciones en listas musicales | Posiciones en listas musicales | Posiciones en listas musicales | Ventas         | Certificaciones                 |
| Año  | Álbum                                    | FRA                            | BEL (Flan.)                    | BEL (Val.)                     | ALE                            | SUI                            | Ventas         | Certificaciones                 |
| ---- | ---------------------------------------- | ------------------------------ | ------------------------------ | ------------------------------ | ------------------------------ | ------------------------------ | -------------- | ------------------------------- |
| 2007 | À fleur de toi                           | 1                              | –                              | 6                              | –                              | 16                             |                | - SNEP: Platino - BEA: Oro      |
| 2010 | Celle que je vois                        | 10                             | –                              | 53                             | –                              | –                              |                |                                 |
| 2013 | Ici et maintenant                        | 16                             | –                              | 44                             | –                              | –                              |                |                                 |
| 2015 | La même                                  | 27                             | –                              | 28                             | –                              | –                              |                |                                 |
| 2017 | J4M                                      | 12                             | 156                            | 14                             | –                              | –                              |                |                                 |
| 2018 | Just Me Myself & moi-même                | 29                             | –                              | –                              | –                              | –                              |                | - SNEP: Platino                 |
| 2019 | VersuS (con Slimane)                     | 1                              | 78                             | 1                              | 99                             | 4                              | - FRA: 301 896 | - SNEP: Diamante - BEA: Platino |
| 2021 | Sorøre (con Amel Bent y Camélia Jordana) | 13                             | –                              | 13                             | –                              | 46                             |                |                                 |
| 2023 | Charlotte                                | –                              | –                              | –                              | –                              | –                              |                |                                 |

### Sencillos

#### Como artista principal
| Año  | Título                                         | Posiciones en listas musicales | Posiciones en listas musicales | Posiciones en listas musicales | Posiciones en listas musicales | Certificaciones             | ِÁlbum                     |
| Año  | Título                                         | FR                             | BEL (Flan.) Ultratip*          | BEL (Val.) Ultratop            | SUI                            | Certificaciones             | ِÁlbum                     |
| ---- | ---------------------------------------------- | ------------------------------ | ------------------------------ | ------------------------------ | ------------------------------ | --------------------------- | ------------------------- |
| 2006 | "À fleur de toi"                               | 1                              | –                              | 6* (Ultratip)                  | 76                             |                             | À fleur de toi            |
| 2007 | "Ma sœur"                                      | 23                             | –                              | –                              | –                              |                             | À fleur de toi            |
| 2007 | "Toi"                                          | –                              | –                              | –                              | –                              |                             | À fleur de toi            |
| 2007 | "Pourquoi les hommes?"                         | –                              | –                              | –                              | –                              |                             | À fleur de toi            |
| 2009 | "Une fille pas comme les autres"               | 40                             | –                              | –                              | –                              |                             | Celle que je vois         |
| 2010 | "Pour que tu restes"                           | –                              | –                              | –                              | –                              |                             | Celle que je vois         |
| 2013 | "Game Over" (feat. Maître Gims)                | 1                              | 68*                            | 7                              | –                              |                             | Ici et maintenant         |
| 2013 | "Liham"                                        | 71                             | –                              | –                              | –                              |                             | Ici et maintenant         |
| 2013 | "Un son pour des millions"                     | 68                             | –                              | –                              | –                              |                             | Ici et maintenant         |
| 2013 | "Juste un peu de temps"                        | 72                             | –                              | –                              | –                              |                             | Ici et maintenant         |
| 2013 | "Avant toi" (feat. Amel Bent)                  | –                              | –                              | –                              | –                              |                             | Ici et maintenant         |
| 2015 | "Vivre"                                        | 11                             | –                              | –                              | –                              |                             | La Même                   |
| 2015 | "No Limit"                                     | 28                             | –                              | –                              | –                              |                             | La Même                   |
| 2015 | "T'es où?"                                     | –                              | –                              | –                              | –                              |                             | La Même                   |
| 2016 | "Ça les dérange" (feat. Jul)                   | 11                             | –                              | –                              | –                              | - SNEP: Platino             | J4M                       |
| 2016 | "Bienvenue à Paris"                            | 16                             | –                              | –                              | –                              |                             | J4M                       |
| 2016 | "Dans ma tête"                                 | 15                             | –                              | –                              | –                              |                             | J4M                       |
| 2017 | "Peine & pitié"                                | 3                              | 29*                            | 19                             | –                              |                             | J4M                       |
| 2017 | "Comme dab" (con Stromae)                      | 65                             | –                              | –                              | –                              | - SNEP: Oro                 | J4M                       |
| 2017 | "Mégalo" (feat. Lartiste)                      | 141                            | –                              | –                              | –                              |                             | J4M                       |
| 2017 | "Un peu de rêve" (feat. Claudio Capéo)         | 122                            | –                              | –                              | –                              | - SNEP: Platino             | J4M                       |
| 2018 | "Désaccord" (con Dadju)                        | –                              | –                              | –                              | –                              |                             | Just Me Myself & moi-même |
| 2018 | "Je te le donne" (con Slimane)                 | 12                             | –                              | 3                              | –                              | - SNEP: Diamante            | VersuS                    |
| 2019 | "VersuS" (con Slimane)                         | 159                            | –                              | 35                             | –                              | - SNEP: Oro                 | VersuS                    |
| 2019 | "Ça va ça vient" (con Slimane)                 | 42                             | –                              | 4                              | –                              | - SNEP: Platino             | VersuS                    |
| 2019 | "Avant toi" (con Slimane)                      | 11                             | 12*                            | 2                              | 56                             | - SNEP: Diamante - BEA: Oro | VersuS                    |
| 2019 | "Pas beaux" (con Slimane)                      | 112                            | –                              | –                              | –                              |                             | VersuS                    |
| 2019 | "Ça ira" (con Slimane)                         | 178                            | –                              | –                              | –                              |                             | VersuS : Chapitre II      |
| 2020 | "De l'or" (con Slimane)                        | 109                            | –                              | 8                              | –                              |                             | VersuS : Chapitre II      |
| 2021 | "Marine" (con Amel Bent y Camélia Jordana)     | –                              | –                              | –                              | –                              |                             | Sorøre                    |
| 2021 | "Ma sœur" (con Amel Bent y Camélia Jordana)    | 159                            | –                              | –                              | –                              |                             | Sorøre                    |
| 2021 | "Où je vais" (con Amel Bent y Camélia Jordana) | –                              | –                              | –                              | –                              |                             | Sorøre                    |
| 2021 | "XY" (con Slimane)                             | –                              | –                              | 47                             | –                              |                             |                           |
| 2023 | "Charlotte"                                    | –                              | –                              | –                              | –                              |                             | Charlotte                 |
| 2023 | "Les choses qu'on fait"                        | –                              | –                              | –                              | –                              |                             | Charlotte                 |

#### Como artista invitada
| Año  | Título                                                           | Posiciones en listas musicales | Posiciones en listas musicales | Posiciones en listas musicales | Certificaciones  |
| Año  | Título                                                           | FR                             | BEL (Val.)                     | SUI                            | Certificaciones  |
| ---- | ---------------------------------------------------------------- | ------------------------------ | ------------------------------ | ------------------------------ | ---------------- |
| 2002 | "Pas à pas (La plus bonne de tes copines)" (Dadoo feat. Vitaa)   | 46                             | –                              | –                              |                  |
| 2006 | "Confessions nocturnes" (Diam's con Vitaa)                       | –                              | 8* (Ultratip)                  | –                              |                  |
| 2006 | "Ne dis jamais" (Sinik feat. Vitaa)                              | –                              | 38* (Ultratip)                 | –                              |                  |
| 2018 | "Bella ciao" (Naestro feat. Maître Gims, Vitaa, Dadju & Slimane) | 1                              | 13                             | 41                             | - SNEP: Diamante |
| 2021 | "Prends ma main" (con Gims)                                      | 74                             | 39                             | –                              |                  |